# Ivan Laskovski
Ivan Fiódorovitx Laskovski, rus: Иван Фёдорович Ласковский, fou un compositor rus del Romanticisme (1799-1855).
Estava mancat d'una verdadera educació musical, malgrat tot va escriure unes 70 obres per a piano, inspirades en l'estil de Glinka de Chopin i de Mendelssohn, entre les quals es consideren d'un mèrit superior: Berceuse, Kinderlier i Le conte de la vieille.
Durant cert temps restà agregat al ministeri de la Guerra de Sant Petersburg.